# خليل عارف جعلوك
خليل عارف جعلوك (20 مايو 1932 - 3 أبريل 2007) هو شاعر ومدرس سوري.

## حياته
ولد في مدينة حماة (وسط غربي سوريا ) بتاريخ 20 مايو 1932 و توفي في مدينة حلب شمالي سوريا بتاريخ 3 أبريل 2007، تلقى تعليمه في مدارس حماه لغاية المرحلة المتوسطة، ثم التحق بدار المعلمين الابتدائية في حلب عام 1949، وتخرج منها عام 1952، ثم التحق بجامعة دمشق عام 1954، وتخرج منها عام 1958 حاملاً إجازة في اللغة العربية.
عين معلماً عام 1952 في إدلب، وأمضى فيها ثلاث سنوات ثم انتقل إلى حماة، وبعد تخرجه من جامعة دمشق عين مديراً لثانوية عفرين ومكث فيها أيضاً ثلاث سنوات، لينقل بعدها إلى حلب حيث أصبح مفتشّاً للشؤون الإدارية والمالية في المحافظات الشمالية ومديراً منتدباً لثانوية «التعاون» الخاصة بحلب، وظل كذلك لغاية استقالته عام 1977، حيث باشر العمل بالأعمال الحرة لحين وفاته عام 2007.
كان عضوًا في نقابة المعلمين في حلب. وتزوج عام 1958 من المربية أمل المصري وأنجب منها خمسة أولاد يعملون في الطب والهندسة والقضاء.

## أعماله
شاعر متمكن و صاحب تجربة شعرية ممتدة، شغلته قضايا الأمة العربية والقضايا القومية منها بخاصة، صاحب نفس شعري طويل، و له خطه الشعري الواضح وأسلوبه الراقي الذي يقع بين الأصالة والتجديد.

### الإنتاج الشعري

#### الدواوين
- ديوان : «ضحايا»، المطبعة الوطنية، حلب 1973
- ديوان : «رحلة قلب»، مطبعة الضاد، حلب 1993
- ديوان : «مرافئ الذهول»، دمشق 1999
- ديوان : «غضب»، دار الثريا، حلب 2001
- ديوان : «الشرق والطاغوت»، دار فينيق، حلب 2002
- ديوان : «صلوات راعفة»، دار الثريا، حلب 2002
- ديوان : «الأولاد أو أغاني يارا»، دار الثريا، حلب 2004.

#### الأعمال الأخرى
- « التلميذة الخالدة » (تلخيص ودراسة): قصة مقررة للمرحلة الإعدادية وهي من تأليف ماري كوري، مكتبة الربيع، حلب 1963.[4]
- « الكامل في الإنشاء »، مكتبة الربيع، حلب 1967.

#### كتب ألفت عنه
- « رحلة عمر في رحاب الشعر - جولة مع الشاعر خليل عارف جعلوك » للاستاذ واصف باقي، الإصدارات الشخصية الخاصة، حلب 2006.

وقد تم الإعلان بعد وفاته عن إجراء مسابقة شعرية للشعراء الشباب باسم جائزة الشاعر خليل عارف جعلوك للنتاج الشعري عام 2009.